# Zbee
Zbee är ett ultralätt elfordon som utvecklas och tillverkas av Clean Motion.

## Clean Motion
Clean Motion startades 2009 med huvudsyftet att utvecklas och producera ultralätta, eldrivna fordon. Den första prototypen av Zbee kom julen 2010 och har sedan dess genomgått ytterligare 2 generationer. Den andra generationen av Zbee ingick i testflottan av 10 fordon som testkördes mellan sommaren 2012 och sommaren 2013. Under sommaren 2013 startades produktionen av den tredje generationen.

## Zbee - Generation 3
Sedan starten 2009 har Zbee gått igenom tre generationer där den tredje för närvarande är i produktion.

### Allmänt
Zbee är klassad som en EU-moped och får därmed framföras i en hastighet av 45km/h. Det går att åka upp till 3 personer med kravet att föraren är minst 15 år och har förarbevis. 

### Konstruktion
Zbee har en självbärande, krocksäker kompositkaross med eluppvärmd framruta i glas.  Det finns plats för tre personer samt en utdragbar bagagelåda med låsmöjlighet. Framdrivning av Zbee sker med hjälp av två stycken eldrivna hjulmotorer med direkt drivning utan växel. Elmotorerna drivs av ett litiumbatteri av typen LiFePO4 som har en systemspänning på 51,2 V och en kapacitet av 45 Ah. Beroende på körstil går det att köra cirka 50 km innan batteriet måste laddas. En full laddning av batteriet tar cirka 3 timmar.

### Säkerhet
- Samtliga platser har 3-punktsbälten
- Skivbromsar på alla hjul
- Parkeringsbroms med integrerat stöldskydd

## Bilder

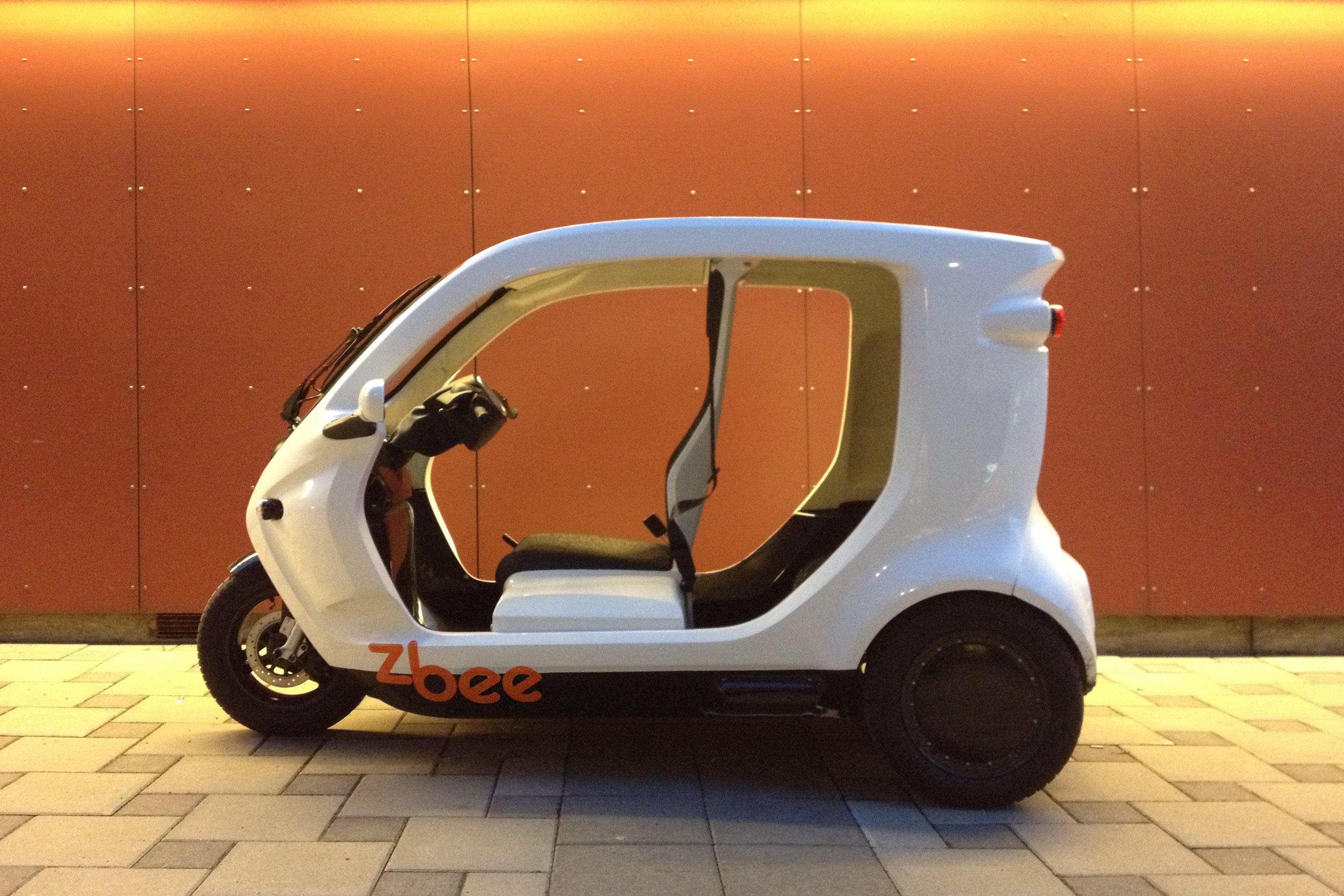
Zbee i Göteborg
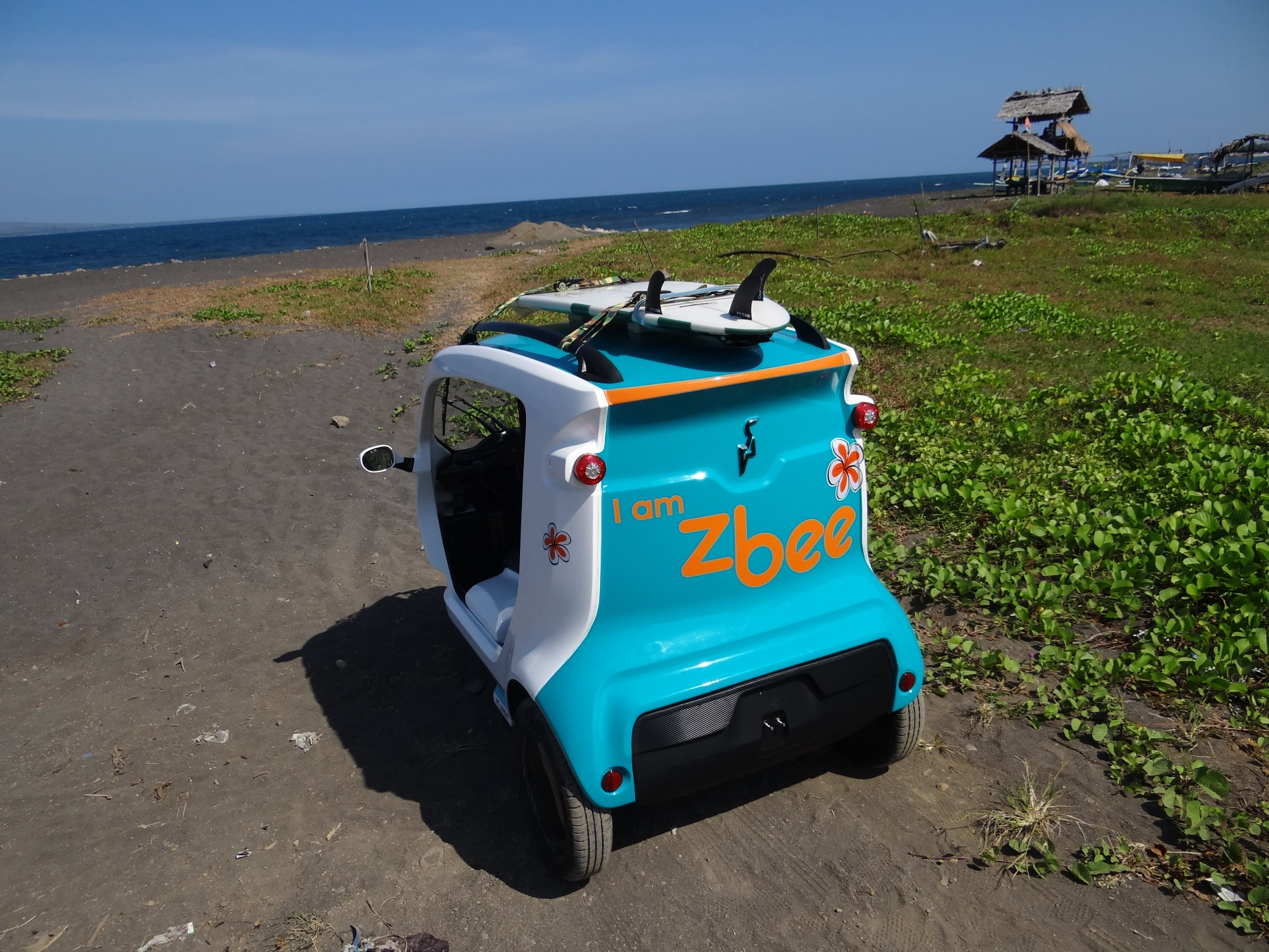
Zbee på plats i Indonesien